# Takashi Fujisawa
Takashi Fujisawa (jap. 藤沢隆 Fujisawa Takashi; ur. 7 lutego 1943 w Yoichi) – japoński skoczek narciarski i kombinator norweski, srebrny medalista w skokach na mistrzostwach świata w Oslo.

## Igrzyska Olimpijskie
- Indywidualnie
  - 1968 Grenoble (FRA) – 18. miejsce (duża skocznia), 26. miejsce (normalna skocznia)
  - 1972 Sapporo (JPN) – 14. miejsce (duża skocznia), 23. miejsce (normalna skocznia)

- Indywidualnie
  - 1964 Innsbruck (AUT) – 20. miejsce

## Mistrzostwa Świata
- Indywidualnie
  - 1966 Oslo (NOR) – srebrny medal
  - 1970 Vysoké Tatry (CSK) – 6. miejsce (duża skocznia)